# Auguste Proust
Pour les articles homonymes, voir Proust (homonymie).
Pierre-Auguste Proust, né le 26 avril 1852 à Sorigny (Indre-et-Loire) et décédé le 31 décembre 1921 à Ugine (Savoie), est un homme politique français.

## Biographie
Receveur de l’enregistrement entre 1877 et 1885, à Ugine (Savoie), Russey (Doubs) puis Ouzouer-le-Marché (Loir-et-Cher). En 1886 Auguste Proust s’installe comme notaire à Ugine, où il succède à Isidore Berthet, son beau-père, lui-même syndic puis maire d’Ugine de 1857 à 1889.

## Carrière politique
Auguste Proust est maire d'Ugine de 1896 à 1908 et conseiller général de 1897 à 1907. C'est sous son mandat de maire que les aciéries sont créées ; elles vont bouleverser la vie paysanne de la commune, la faisant basculer en cité ouvrière.
Il est ensuite élu député républicain progressiste de la circonscription d’Albertville le 19 mai 1901 après le décès de Jules Forni, puis réélu lors du renouvellement du 11 mai 1902 sous l’étiquette Union républicaine et siège dans l'opposition.
Le 31 mai 1906, déconsidéré par ses votes hostiles à la séparation de l'Église et de l'État, il est battu par Félix Chautemps, lequel sera de nouveau élu en 1910 face à Auguste Proust. Son fils Paul Proust sera élu député en 1914.
Républicain modéré, partisan du service militaire de deux ans, clérical et opposé à la séparation de l'Église et de l'État, il prend des positions nationalistes en 1914.
Il meurt le 31 décembre 1921.